# Dongshan, Zhangzhou
Dongshan, tidigare romaniserat Tungsan, är en ö och ett härad inom staden Zhangzhou på prefekturnivå i provinsen Fujian i sydöstra Kina.

## Administrativ indelning
Dongshan är indelat i sju köpingar.
- Chencheng (陈城镇)
- Kangmei (康美镇)
- Qianlou (前楼镇)
- Tongling (铜陵镇)
- Xingchen (杏陈镇)
- Xipu (西埔镇)
- Zhangtang (樟塘镇)